# 特定周波数変更対策業務及び特定周波数終了対策業務に関する規則
特定周波数変更対策業務及び特定周波数終了対策業務に関する規則（とくていしゅうはすうへんこうたいさくぎょうむおよびとくていしゅうはすうたいさくぎょうむにかんするきそく）は、電波法に基づき特定周波数変更対策業務及び特定周波数終了対策業務について定めることを目的とする総務省令である。

## 構成
2021年（令和3年）3月10日現在
第1章 総則
第2章 無線局の区分
第3章 指定周波数変更対策機関
　第1節 指定周波数変更対策機関の指定等
　第2節 指定周波数変更対策機関の財務及び会計
第4章 登録周波数終了対策機関等
附則

## 概要
本規則は、特定周波数変更対策業務及び特定周波数終了対策業務について定めている。どちらの業務も財源は電波利用料である。

## 経緯
携帯電話の急速な普及に伴い、周波数利用状況が逼迫した状態になってきた。
このため、電波をより能率的にする無線システムへの移行を促進して、使用する周波数を節減し、様々な分野に利用可能な周波数を確保することが必要となり、本規則が制定された。
当初、規定されたのは、特定周波数変更対策業務で、後に特定周波数終了対策業務が追加された。

## 特定周波数変更対策業務
周波数割当計画又は基幹放送用周波数使用計画の変更に伴い、周波数又は空中線電力の変更により無線設備の変更が必要となる無線局に対して、一定の条件の下その費用に充てるための給付金の支給その他の必要な補助を行う業務である。
対象となる周波数は公示され、対策機関がその周波数ごとに指定される。

## 特定周波数終了対策業務
周波数割当計画又は基幹放送用周波数使用計画の変更に伴い、周波数の変更による無線設備の変更が必要となるか又は廃局しようとする無線局に対して、一定の条件の下その費用に充てるための給付金の支給その他の必要な補助を行う業務である。
上記と同様に対象となる周波数は公示され、対策機関がその周波数ごとに登録される。

## 沿革
2001年（平成13年）- 平成13年総務省令第104号 特定周波数変更対策業務に関する規則として制定
第1章 総則
第2章 無線局の区分
第3章 指定周波数変更対策機関
　第1節 指定周波数変更対策機関の指定等
　第2節 指定周波数変更対策機関の財務及び会計
附則
2004年（平成16年）- 平成16年総務省令第105号により一部改正
- 特定周波数変更対策業務及び特定周波数終了対策業務に関する規則と改称
- 第4章 登録周波数終了対策機関等が追加された。